# Euphorbia polygalifolia
Euphorbia polygalifolia es una especie fanerógama perteneciente a la familia de las euforbiáceas.

## Descripción
Es una planta perenne, multicaule con tallos que alcanzan un tamañode 17-30 cm de altura, decumbentes o raramente ascendentes, delgados, lisos o suavemente estriados. Las hojas glabras –las jóvenes a veces pubescentes–, las inferiores de dimensiones muy variables. Pleocasio con (3)4-5 radios de 15-25(35) mm, 1-2 veces bifurcados, amarillento en la antesis, después verde. Ciatio subsésil; con nectarios no apendiculados,  amarillos. El fruto  subesférico, considerablemente sulcado, glabro, verde o pardo; cocas redondeadas. Semillas  subglobosas, lisas o finamente punteadas, grisáceas o negruzcas; carúncula  sésil, lenticular, subterminal.

## Distribución y hábitat
Se encuentra en prados y matorrales, preferentemente acidófilos; a una altitud de 100-1800 metros en el norte de la península ibérica.

## Taxonomía
Euphorbia polygalifolia fue descrita por Boiss. & Reut. y publicado en Centuria Euphorbiarum 34. 1860.
Etimología
Euphorbia: nombre genérico que deriva del médico griego del rey Juba II de Mauritania (52 a 50 a. C. - 23), Euphorbus, en su honor – o en alusión a su gran vientre –  ya que usaba médicamente Euphorbia resinifera. En 1753 Carlos Linneo asignó el nombre a todo el género.
monteiri: epíteto latino
Subespecies
- Euphorbia polygalifolia subsp. polygalifolia
- Euphorbia polygalifolia subsp. hirta (Lange) M. Laínz, Aport. Fl. Gallega VIII: 18 (1974)

Sinonimia
- Euphorbia flavicoma subsp. polygalifolia (Boiss. & Reut.) O.Bolòs & Vigo
- Tithymalus polygalifolius (Boiss. & Reut.) Soják[5]